# Зріджений нафтовий газ

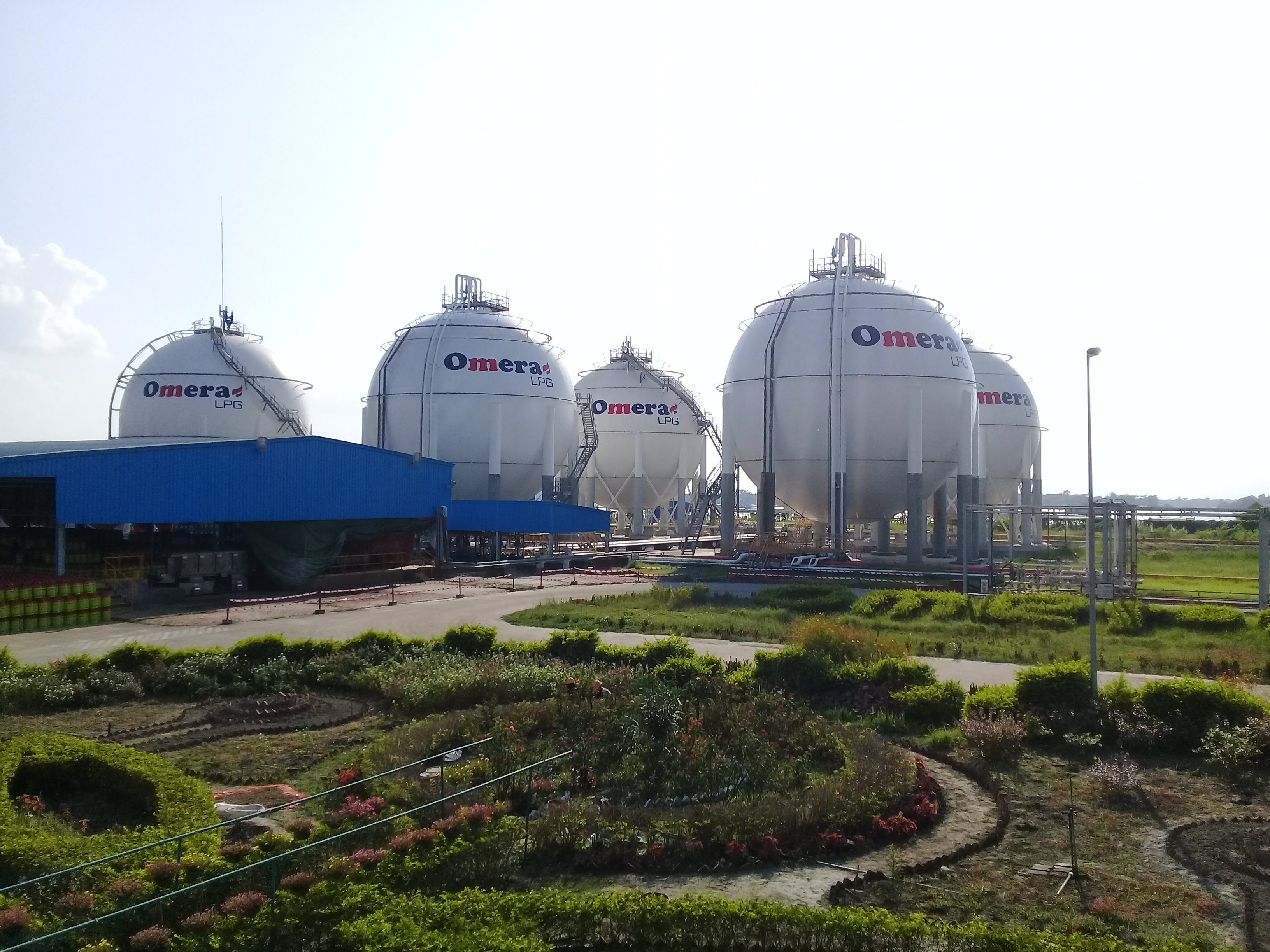
Сфери ємкості для зберігання LPG

Зріджений нафтовий газ (ЗНГ), також Скраплений нафтовий газ — очищений і підготовлений нафтовий газ, переведений під впливом високого тиску в рідинний стан (переважно пропан і бутан) для полегшення зберігання та перевезення. Також часто називають скрапленим вуглеводневим газом.
Складається головним чином з важких газів пропану і бутану й незначної кількості (близько 1 %) ненасичених вуглеводнів. У такій формі гази зберігаються на нафто- і газопереробних підприємствах; застосовуються в побуті для опалювання, підігріву води та приготування їжі; і на автомобільному транспорті — як паливо.

## Властивості
ЗНГ має ряд властивостей, що істотно впливають на виконання вимірювання його кількості у резервуарах. Наприклад, при зберіганні у резервуарі під тиском — ЗНГ є двофазною системою «рідина-пар». Зміна температури, тиску, складу або кількості ЗНГ в системі супроводжується перерозподілом ЗНГ між рідкою і паровою фазами (і навпаки). Вода розчиняється як у рідкій, так і в паровій фазі ЗНГ. При цьому вода конденсується при зниженні температури і накопичується на дні резервуара. Крім того, наявність води в ЗНГ може привести до її замерзання і утворення кристалогідратів. Таким чином, постійні фазові переходи рідкої і парової фаз зумовлюють значні зміни рівня в резервуарах і необхідність безперервного контролю рівня, температури і тиску. Густина ЗНГ значно і нелінійно залежить від температури і складу суміші.

## Правила безпеки та запобіжні заходи при роботі зі ЗНГ
Потрібно звернути особливу увагу на ризик виникнення пожежі та вибуху під час роботи з ЗНГ, а також на те, що він становить загрозу для здоров'я в разі вдихання надмірної кількості його випаровувань. За наявності витоку великих обсягів ЗНГ, за його концентрації в повітрі приблизно від 2 % (V/V) до 10 % (V/V), ЗНГ утворює з повітрям легкозаймисті суміші, а недотримання вимог протипожежної безпеки може привести до аварій та інших тяжких наслідків. Окрім того, ЗНГ у рідкому стані може спричинити холодні опіки шкіри. Під час роботи з ним потрібно вдягати захисний одяг, рукавиці та захисні окуляри. Потрібно уникати непередбаченого вдихання парів ЗНГ.